# Gestingthorpe
Gestingthorpe – wieś i civil parish w Anglii, w hrabstwie Essex, w dystrykcie Braintree. Leży 34 km na północ od miasta Chelmsford i 78 km na północny wschód od Londynu. W 2011 civil parish liczyła 952 mieszkańców. Gestingthorpe jest wspomniana w Domesday Book (1086) jako Ghestingetorp/Glestingethorp.